# Czwarty rząd Wilhelma Marxa

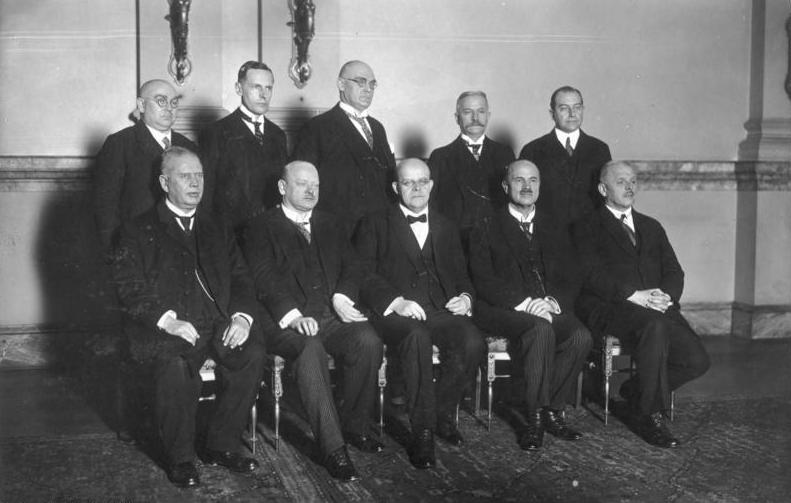
Czwarty gabinet Wihelma Marxa 1927.

 Czwarty rząd Wilhelma Marxa – 28 stycznia 1927 – 12 czerwca 1928.
| Funkcja                                                 | Imię i nazwisko                                   | Partia          |
| ------------------------------------------------------- | ------------------------------------------------- | --------------- |
| Reichskanzler - Kanclerz Rzeszy                         | Wilhelm Marx                                      | Zentrum         |
| Stellvertreter des Reichskanzlers - Wicekanclerz Rzeszy | Oskar Hergt                                       | DNVP            |
| Minister spraw zagranicznych                            | Gustav Stresemann                                 | DVP             |
| Minister spraw wewnętrznych                             | Walter von Keudell                                | DNVP            |
| Minister sprawiedliwości                                | Oskar Hergt                                       | DNVP            |
| Minister finansów                                       | Heinrich Köhler                                   | Zentrum         |
| Minister gospodarki                                     | Julius Curtius                                    | DVP             |
| Minister polityki żywnościowej i rolnictwa              | Martin Schiele                                    | DNVP            |
| Minister pracy                                          | Heinrich Brauns                                   | Zentrum         |
| Minister obrony                                         | Otto Geßler (do 20 stycznia 1928) Wilhelm Groener | DDP bezpartyjny |
| Minister transportu                                     | Wilhelm Koch                                      | DNVP            |
| Minister poczty                                         | Georg Schätzel                                    | BVP             |
| Minister do spraw terytoriów okupowanych                | Wilhelm Marx                                      | Zentrum         |